# Župnija Tomaj

Župnija Tomaj je rimskokatoliška teritorialna župnija  kraške dekanije v Škofiji Koper.

## Sakralni objekti
- cerkev sv. Petra in Pavla v Tomaju - župnijska cerkev
- cerkev Marijinega vnebovzetja v Tomaju,
- cerkev Svetega Lovrenca v Kazljah,
- cerkev Svetega Križa v Križu,
- cerkev Svetega Antona Puščavnika v Šepuljah,
- cerkev  Svetega Justa v Utovljah,

Od 1. januarja 2018  :
- cerkev Svetega Nikolaja v Avberju.